# Patrick Ogunsoto
Patrick Babatunde Ogunsoto (ur. 19 kwietnia 1983 w Lagosie) piłkarz nigeryjski grający na pozycji napastnika.
Pierwszym klubem w piłkarskiej karierze Ogunsoto był NEPA FC Abudża. W barwach tego klubu zadebiutował w 2001 roku w drugiej lidze Nigerii. Rok później trafił do pierwszej ligi stając się zawodnikiem zespołu Julius Berger FC. W pierwszej lidze zadebiutował w wieku 19 lat, ale w połowie sezonu zmienił barwy i wyjechał do trzecioligowego greckiego klubu, PAE Ergotelis. W 3. lidze uzyskał dwa hat-tricki, a z 30 golami został królem strzelców i ze swoim zespołem awansował do drugiej ligi. W Pucharze Grecji również zaprezentował wysoką skuteczność i otrzymał Złotego Buta. W sezonie 2003/2004 nie był już tak skuteczny jak w poprzednim, zdobył w nim 9 goli, ale drużyna Ergotelis i tak osiągnęła sukces, jakim był awans do pierwszej ligi Grecji. W sezonie 2004/2005 zdobył 11 goli z 19 zdobytych przez cały zespół w lidze, ale nie pomógł w utrzymaniu się tej drużyny i sezon 2005/2006 drużyna z Krety ponownie spędziła na drugim froncie. Ogunsoto znów pokazał swoją wysoką skuteczność i zdobywając 21 goli w 28 meczach przyczynił się do powrotu drużyny do ekstraklasy. Latem 2006 Patrickiem interesowały się dwa belgijskie kluby, Standard Liège i KVC Westerlo. Ostatecznie Nigeryjczyk przeszedł do drugiego z nich, z którym grał do 2008 roku.